# Doctor Smith's Baby
Doctor Smith's Baby è un cortometraggio muto del 1914 diretto da Maurice Costello, Robert Gaillard

## Produzione
Il film fu prodotto dalla Vitagraph Company of America.

## Distribuzione
Distribuito dalla General Film Company, il film - un cortometraggio in una bobina - uscì nelle sale cinematografiche statunitensi l'8 luglio 1914.